# Cryptocephalus alpigradus
Cryptocephalus alpigradus – gatunek chrząszcza z rodziny stonkowatych i podrodziny Cryptocephalinae
Gatunek ten został opisany w 1982 roku przez Igora K. Łopatina i umieszczony w podrodzaju Burlinius.
Chrząszcz endemiczny dla Nepalu.
Wyróżnia się dwa jego podgatunki:
- Cryptocephalus alpigradus alpigradus Lopatin, 1982
- Cryptocephalus alpigradus kharikolensis Lopatin, 1982